# Cryptaspasma zigzag
Cryptaspasma zigzag es una especie de polilla del género Cryptaspasma, categorizada en la tribu Microcorsini, de la subfamilia Olethreutinae.

## Distribución
Se distribuye por las islas Comoras.

## Taxonomía
Fue descrita por Diakonoff en 1983 y publicada en (Cryptaspasma), Annls Soc. ent. Fr. 19: 59.